# Ingram de Umfraville

Brasão de Armas de Sir Ingram de Umfraville. As 5 riscas azuis ligadas a uma risca azul horizontal representam Henry Roll III, St. George, Ashmole Roll, Jenyns’ Ordinary e Arden Roll. O Brasão também é composto por um escudo vermelho ornamentado com uma risca branca. A risca branca dentro do escudo vermelho está preenchida de figuras.

Sir Ingram de Umfraville  ( c. 1284–1320) foi um nobre escocês que desempenhou um papel particularmente contraditório nas Guerras da Independência Escocesa, mudando de lado entre a Inglaterra e a Escócia várias vezes durante o conflito. 

## Vida
Ingram era filho de Robert de Umfraville de Collerton e Eva de Balliol. 
Em 1284, ele se juntou a outros nobres escoceses que reconheceram Margarida da Noruega como herdeira do rei Alexandre III. Ingram adotou o exército de Baliol e herdou as propriedades deste quando de sua morte, sendo Foston em Leicestershire, Wharrington-upon-Tees no Condado de Durham, bem como o baronia de Urr em Galloway e Red Castle em Angus. Ele foi um dos embaixadores que estabeleceu a 'aliança Auld' com a França e a Escócia em 1295. Ele esteve presente no cerco de Berwick em 1296 com o rei Eduardo I da Inglaterra e lutou no lado inglês durante a Batalha de Falkirk, em 1298. 
Lutando ao lado da Escócia, ele participou do cerco ao Castelo de Stirling em 1299. Ele foi nomeado Guardião da Escócia em 10 de maio de 1300, juntamente com William Lamberton, Bispo de St. Andrews, e John Comyn, Senhor de Badenoch. Renunciou no ano seguinte e foi substituído por John de Soules. Ele participou do cerco ao Castelo de Lochmaben em setembro de 1301. Em 1303, tornou-se novamente embaixador em Paris e, ao retornar da França em 1304, Ingram perdeu suas terras para o rei Eduardo I, que as entregou a Sir Henry de Percy . Ele recebeu suas terras de volta a Robert de Bruce, declarado rei em 1306. 
Ingram mudou de lado para os ingleses e, em 1307, tornou-se um de seus comandantes na área de Carrick e Galloway e manteve Bruce e seu pequeno exército na região montanhosa ao sul do Forth. O rei Eduardo II da Inglaterra fez Ingram Guardião do sul e oeste da Escócia. Edward de Bruce derrotou Ingram durante a Batalha do Rio Dee em 1308. Ele lutou ao lado dos ingleses na Batalha de Bannockburn, em 1314. Após a batalha, Ingram fugiu do campo para o castelo de Bothwell, onde foi capturado e depois resgatado. Ingram deixou a Escócia em 1320 e obteve salvoconduto de Eduardo II para viajar para a França. 

## Família
Ingram casou-se com Isabella, viúva de Ailéan mac Ruaidhrí de Garmoran e teve os seguintes filhos conhecidos:
- Eva de Umfraville, casada com Phillip de Mowbray, teve um filho.
- Isabella de Umfraville